# Équipe réserve et centre de formation du Bayern Munich
L’équipe réserve et le centre de formation du Bayern Munich constituent un vivier de joueurs qui a souvent permis d'enrichir l'équipe première par le passé. Ainsi dans l'équipe type championne d'Allemagne en 2014, 5 des 11 joueurs sont issus de la formation bavaroise.

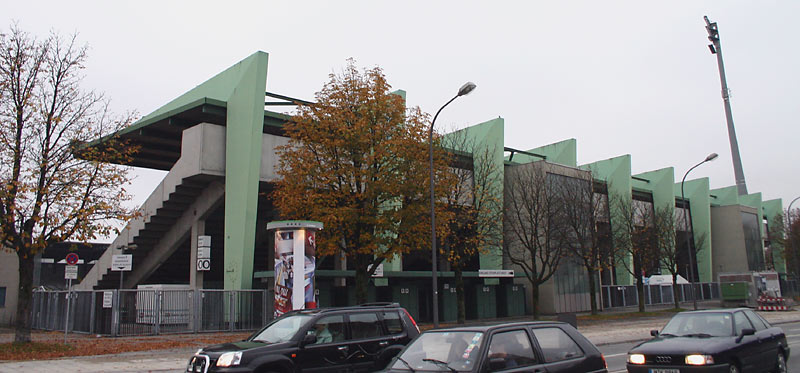
Le Städtisches Stadion an der Grünwalder Straße, utilisé pour les matchs à domicile.

## Équipe réserve

### Histoire
L'équipe réserve sert principalement de dernière marche de progression pour les jeunes joueurs prometteurs avant d'être promu en équipe première. L'équipe joue en Regionalliga Sud dès sa création en 1994, après avoir joué en Oberliga jusqu’en 1978. Durant la saison 2007-08, les Bavarois se qualifient pour le 3e Liga nouvellement créée, où ils restent jusqu'en 2011.
En avril 2011, l'équipe réserve du Bayern Munich entraînée par Hermann Gerland est reléguée en Regionalliga quatre matchs avant la fin de la saison. Andries Jonker alors entraîneur intérimaire de l'équipe fanion est nommé pour la saison suivante. 
Cela met alors fin à 33 années consécutives durant lesquelles l'équipe évolue dans la ligue la plus élevée que la Fédération allemande de football autorise pour la réserve d'un club professionnel.

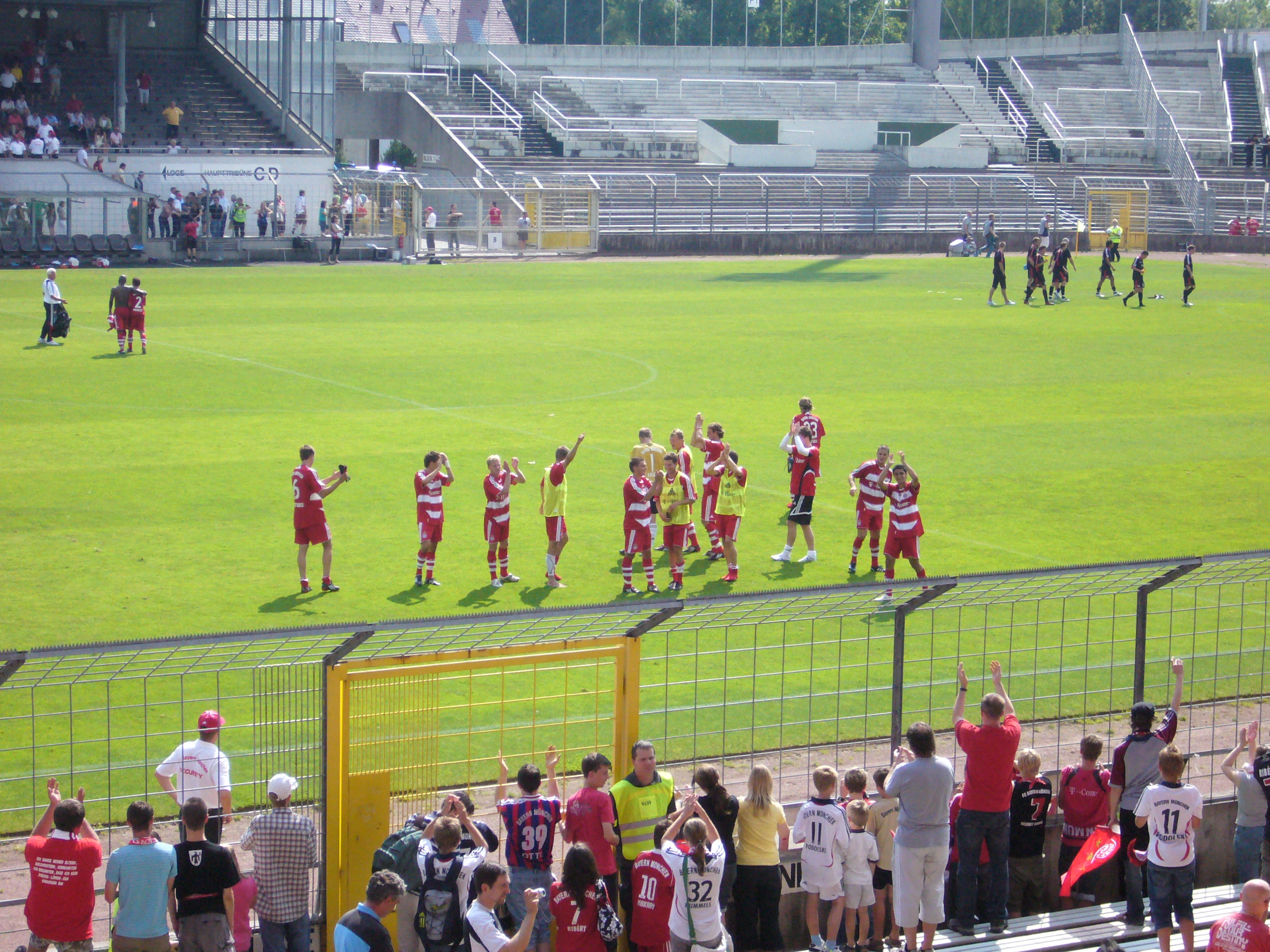
Célébration d'une victoire en 2008.

### Palmarès
- Regionalliga Sud (1)[2]
  - Champion en 2004
- Regionalliga Bavière (2)
  - Champion en 2014, 2019

- 3. Liga (1)
  - Champion en 2020.

### Personnalités

#### Entraîneurs

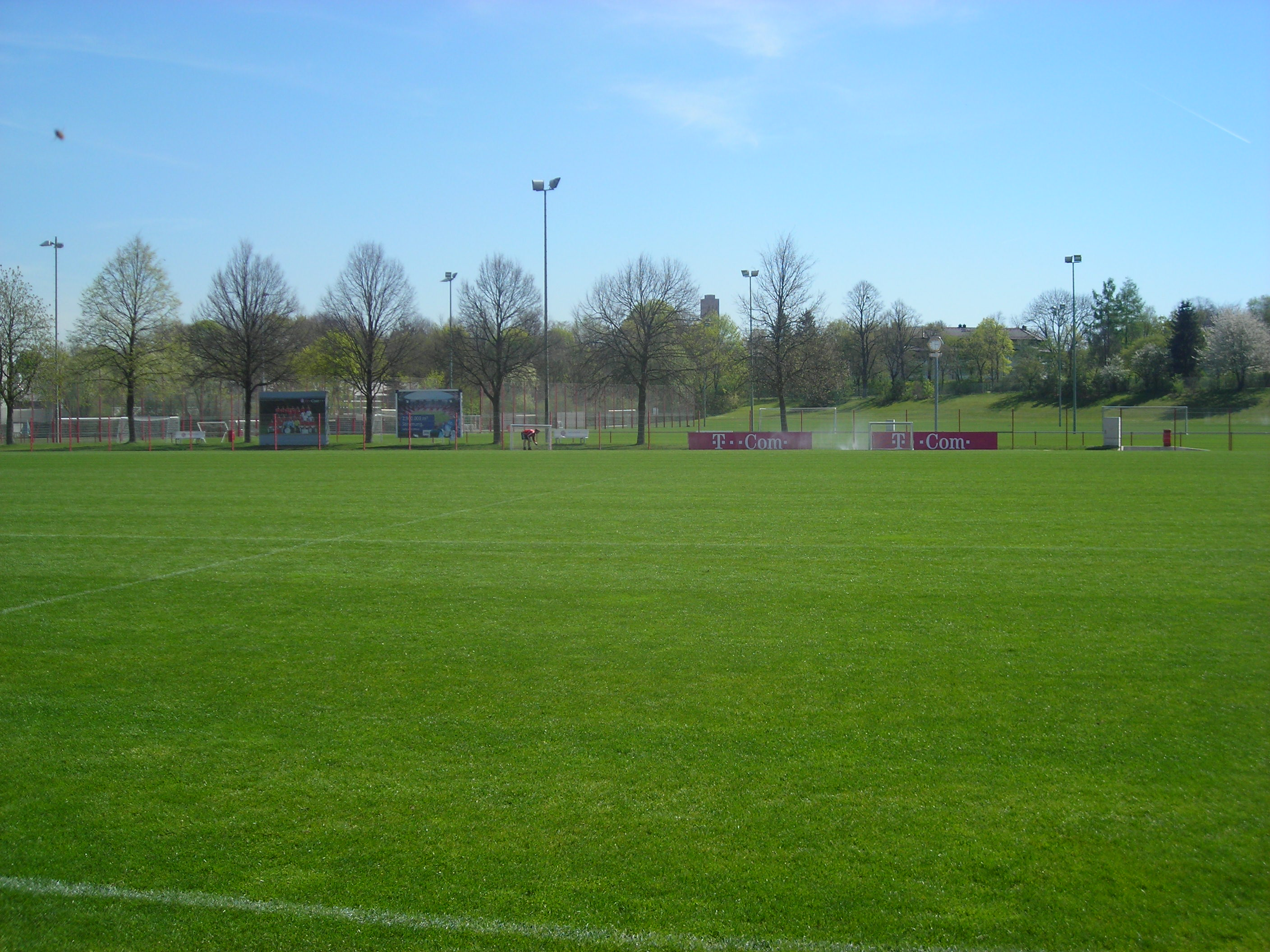
Terrain d'entraînement.

Listes des entraîneurs de l'équipe réserve du Bayern Munich :
- 1976-1977 :  Werner Kern
- 1977-1988 : ?
- 1988-1990 :  Hans-Dieter Schmidt
- 1990-1991 : ?
- 1991-1992 :  Wolf Werner
- 1992-1995 :  Hermann Gerland
- 1995-1998 :  Rainer Ulrich
- 1998-2001 : ?
- 2001-avril 2009 :  Hermann Gerland
- avril 2009-2010 :  Mehmet Scholl
- 2010-avril 2011 :  Hermann Gerland
- avril 2011-2011 :  Rainer Ulrich
- 2011-2012 :  Andries Jonker
- 2012-2013 :  Mehmet Scholl
- 2013-2015 :  Erik ten Hag
- 2015-2017 :  Heiko Vogel
- 2017-2018 :  Tim Walter
- 2018-2019 :  Holger Seitz
- 2019-2020 :  Sebastian Hoeneß
- 2020- :  Holger Seitz

## Centre de formation

### Histoire
L’Académie pour les jeunes et l’équipe junior du Bayern Munich est fondée en 1902. Ce centre représente un des deux piliers du succès de son équipe première. Son académie comprend ainsi 185 mineurs et 11 équipes de différentes classes d’âge. Ces joueurs sont encadrés par 29 entraîneurs, 3 coaches pour les gardiens de but, 2 préparateurs physiques, 7 kinésithérapeutes et 1 médecin. Un bâtiment construit en 1990 comprend, lui, 13 appartements pour des pensionnaires dont les parents habitent trop loin de Munich. L’immense majorité des jeunes recrutés proviennent toutefois de la région car le Bayern cherche ses futurs champions principalement aux alentours de la capitale bavaroise. « On assiste aux rencontres des championnats de village pour trouver les enfants de moins de 10 ans les plus prometteurs, explique Michael Tarnat, un des scouts du FCB, lui-même ancien joueur. L’important est de débusquer ces jeunes le plus vite possible afin de les faire signer chez nous rapidement ».
« Nous nous assurons qu’ils suivent bien les cours à l’école afin qu’ils gardent leurs options ouvertes pour trouver un emploi au cas où leur niveau ne leur permettrait pas de devenir footballeur professionnel, note Werner Kern, le responsable du centre de formation. Nous avons aussi signé des partenariats avec d’autres équipes à qui nous donnons certains de nos jeunes qui ont le niveau pour devenir professionnel mais qui ne sont pas assez bons pour nous. Quand je regarde le football à la télévision, je trouve ainsi toujours formidable de voir certains de nos anciens juniors évoluer pour d’autres clubs ».
En choisissant des enfants de Bavière, le Bayern s’assure d’une certaine fidélité de leur part. « Les joueurs apprécient l’atmosphère familiale que le club est parvenu à maintenir, analyse Hartmut Zastrow, cofondateur de l’agence d’étude et de conseil en marketing sportif Sport + Markt. Beaucoup d’anciens sportifs ont d’ailleurs été intégrés dans l’effectif de la société. » C’est le cas notamment du président du club, Uli Hoeness, et de son président honoraire, Franz Beckenbauer. Certaines vedettes à la retraite retournent même sous l’aile protectrice de leur ancienne « mère nourricière » quand leur oisiveté devient difficile à supporter. L’ancien attaquant aux 405 buts en 495 rencontres et tout premier Ballon d'or allemand, Gerd Müller, rejoint ainsi l’encadrement du FCB alors qu’il plonge dans l’alcoolisme. Cette fidélité de plus en plus rare dans le milieu du football permet au Bayern de tisser des liens très serrés avec ses joueurs.

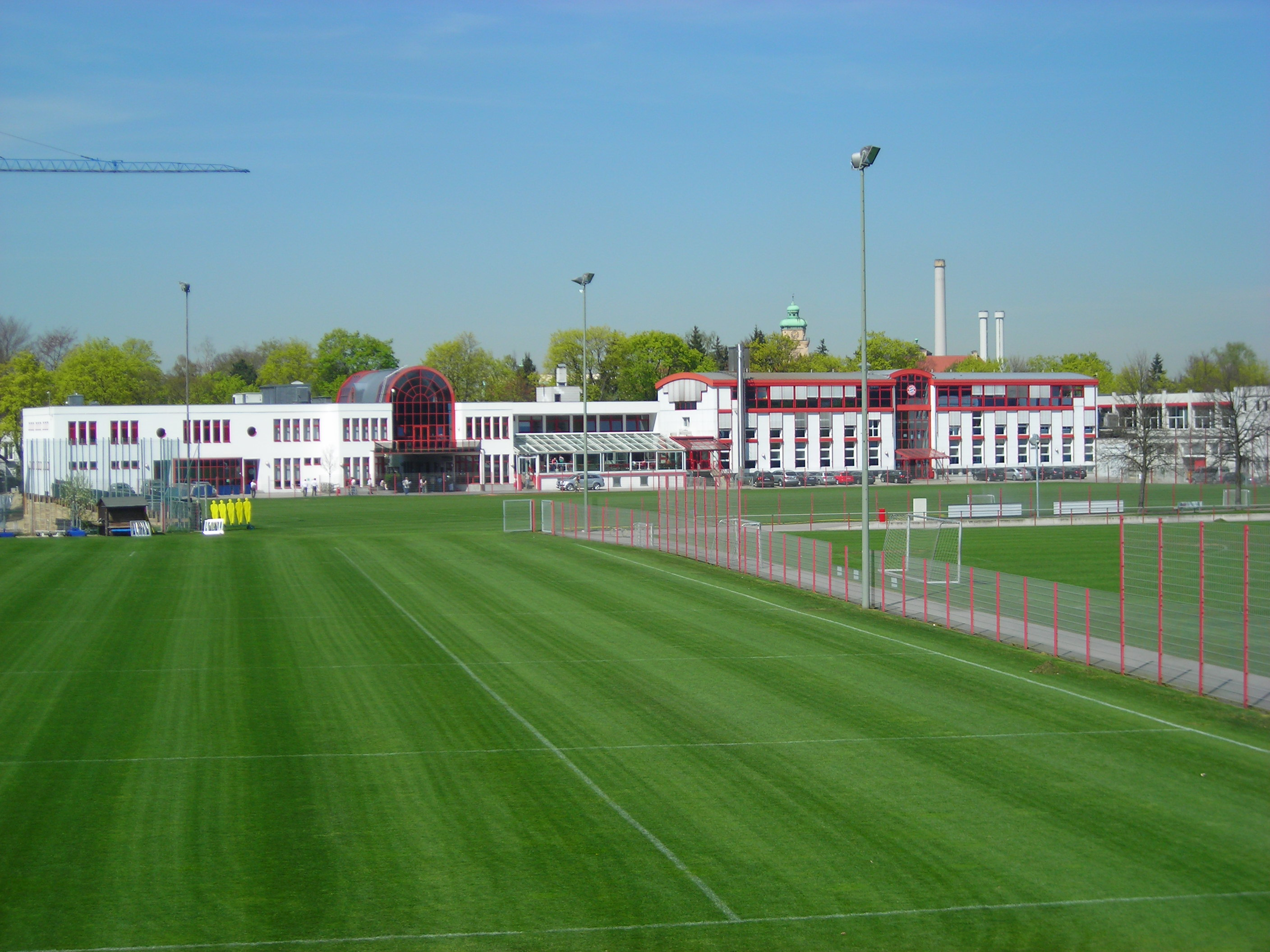
Terrains d'entraînement avec les bureaux en fond.

Pour tenter de trouver plus de supporters sur tous les continents et accroître ses revenus en sponsoring, le Bayern commence toutefois à chercher de plus en plus de jeunes étrangers à former. Depuis 2009, le club organise chaque année un camp pour débusquer des jeunes prometteurs. En août 2011, 52 garçons et filles provenant de 16 pays différents, dont le Brésil, la Bulgarie et la Chine, qui ont passé au préalable des sélections réunissant 30 000 amateurs, ont ainsi dû faire leurs preuves durant cinq journées de tests.

### Structures et fonctionnement
Le site de Säbener Strasse héberge toutes les équipes du Bayern, des séniors jusqu'aux moins de huit ans. Les stars d'aujourd'hui et de demain perfectionnent leurs compétences sur cinq terrains en herbe, dont deux chauffés. En gazon naturel, ceux-ci sont entretenus par une équipe de jardinier à temps plein. Le site de 80 000 mètres carrés dispose également de deux terrains en pelouse synthétique de troisième génération, d'un terrain de beach volley et d'une salle polyvalente de sport. Les professionnels comme les juniors bénéficient de ces installations.
L'immeuble adjacent au siège social est construit en 1990 en même temps que le quartier des professionnels. L'établissement peut accueillir jusqu'à 14 joueurs âgés de 15 à 18 ans, dont les familles sont trop loin de Munich pour les déplacements quotidiens. Une salle commune à l'étage dispose d'une cuisine et d'une salle de jeux. Une équipe allant jusqu'à onze tuteurs est disponible pour aider aux devoirs l'après-midi. L'académie est gérée depuis 2007 par Gertrud Wanke. Elle est assistée par de jeunes travailleurs qualifiés et le tuteur Andreas Kronenberg, spécifiquement chargée d'aider les gars pour un usage productif de leur temps libre. Les bureaux administratifs de l'équipe juniors sont situées au rez-de-chaussée de l'immeuble, centré sur le bureau de Wolfgang Dremmler, directeur des sections jeunes et de la réserve du club. Le complexe dispose également d'une salle de conférence avec des équipements modernes de communication, la salle est utilisée pour des réunions et des présentations.
Avant de pouvoir dribbler aux côtés des joueurs de l'équipe fanion, les mineurs du centre de formation doivent travailler dur avec des journées bien remplies. « Les jeunes qui vivent encore chez leurs parents doivent se lever entre 6h30 et 7 heures du matin et ils ne rentrent pas chez eux avant 20h30 voire 21 heures, prévient Werner Kern, dans une vidéo officielle censée calmer l’ardeur des plus paresseux. Cet emploi du temps est très contraignant car il comprend du football et un cursus scolaire. Trois fois par semaine, les gars doivent ainsi rester sur les bancs de l’école de 8 à 16 heures et s’entraîner après sur les terrains ».
Les équipes amateurs et jeunes du club évoluent à domicile au Grünwalder Stadion.

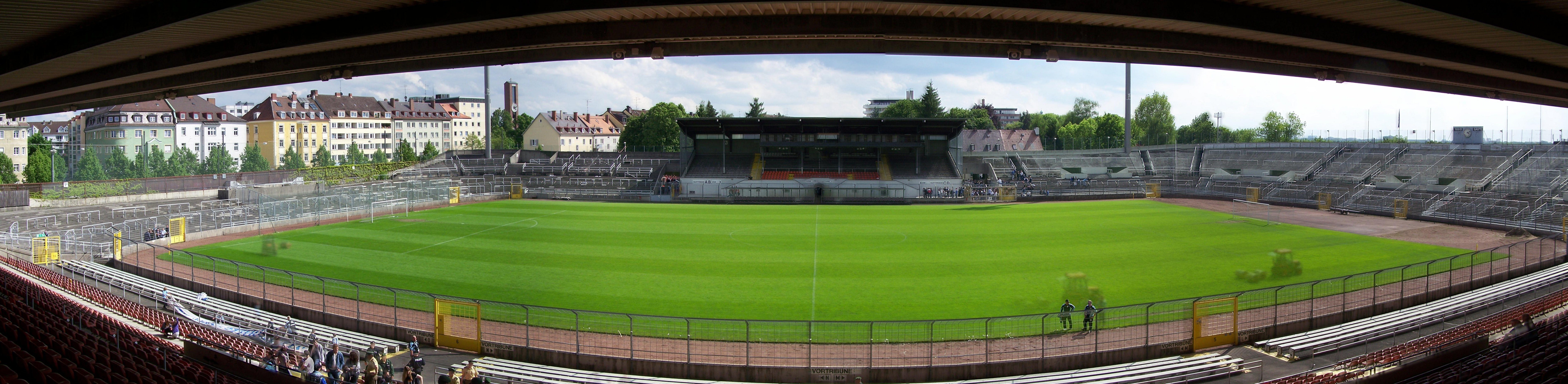
Vue intérieure du Grünwalder Stadion.

### Palmarès
Trophées juniors remportés :
- Bundesliga Süd/Südwest (4)
  - Champion en 2004, 2007, 2012 et 2013
- Championnat d'Allemagne junior (3)
  - Champion en 2001, 2002 et 2004

### Personnalités

#### Entraîneurs
Listes des entraîneurs de l'équipe U19 du Bayern Munich :
- 1995-2002 :  Björn Andersson
- 2001-2012 :  Kurt Niedermayer
- 2012-2013 :  Marc Kienle
- depuis 2013 :  Heiko Vogel